# 20 хвилин

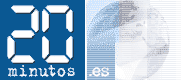
Логотип

20 хвилин — медійний бренд, що належить норвезькому медіаконцерну Schibsted [Архівовано 14 квітня 2022 у Wayback Machine.]. Під цим брендом виходять щоденні безкоштовні газети у Франції (20 minutes французькою мовою), Іспанії (20 minutos іспанською мовою) і Швейцарії (20 minutes французькою мовою і 20 Minuten німецькою мовою), а також в Україні (20 хвилин російською та українською мовами).
Назва «20 хвилин» відповідає середньостатистичному часу, який європеєць проводить у громадському транспорті за читанням газет по дорозі на роботу.